# El Altillo, Chiapas
El Altillo är en ort i Mexiko.   Den ligger i kommunen La Concordia och delstaten Chiapas, i den sydöstra delen av landet, 800 km sydost om huvudstaden Mexico City. El Altillo ligger 550 meter över havet och antalet invånare är 273.
Terrängen runt El Altillo är kuperad åt sydväst, men åt nordost är den platt. Runt El Altillo är det glesbefolkat, med 19 invånare per kvadratkilometer. Närmaste större samhälle är Diamante de Echeverría, 4,5 km öster om El Altillo. Omgivningarna runt El Altillo är en mosaik av jordbruksmark och naturlig växtlighet.